# Jun Kuki
Jun Kuki (九鬼 潤, Kuki Jun), né le 28 décembre 1945 à Yokkaichi, est joueur de tennis japonais, professionnel entre 1970 et 1978.

## Carrière
Étudiant à l'université Hōsei, puis à l'université de Californie du Sud, Jun Kuki est actif sur le circuit amateur américain dès 1967 puis rejoint le circuit international en 1970, année où il parvient en finale des Internationaux du Japon contre Martin Mulligan. De nouveau finaliste deux ans plus tard, il fait alors partie des meilleurs joueurs de tennis japonais au même titre que Toshiro Sakai et Jun Kamiwazumi.
En Grand Chelem, il parvient au 3e tour à Roland-Garros en 1971 en battant Phil Dent. Il atteint en 1974 les quarts de finale à Jakarta et les demi-finales à Manille en éliminant deux membres du top 20 : Dick Stockton et Roscoe Tanner. Classé au-delà de la 150e place mondiale au début de l'année 1976, il réalise sa meilleure saison en se hissant en finale du tournoi de Barcelone, écartant sur son passage Corrado Barazzutti et Juan Gisbert, puis deux semaines plus tard à Palma contre Buster Mottram. En 1978, il est quart de finaliste à Tokyo et finaliste du Challenger de Kyoto. En 1980, il remporte le championnat du Japon, alors réservé aux joueurs amateurs.
Il a fait neuf apparitions au sein de l'équipe du Japon de Coupe Davis entre 1971 et 1978, remportant 11 matchs en simple.

## Palmarès

### Finales en simple messieurs
| No | Date       | Nom et lieu du tournoi                           | Catégorie | Surface      | Vainqueur        | Score              |  |
| -- | ---------- | ------------------------------------------------ | --------- | ------------ | ---------------- | ------------------ |  |
| 1  | 16-10-1972 | Japan International Championship, Tokyo          |           | Dur (ext.)   | Toshiro Sakai    | 6-3, 6-3           |  |
| 2  | 29-03-1976 | Tournoi de tennis de Barcelone, Barcelone        |           | Terre (ext.) | Paolo Bertolucci | 6-1, 3-6, 6-1, 7-6 |  |
| 3  | 12-04-1976 | Tournoi de tennis de Majorque, Palma de Majorque |           | Terre (ext.) | Buster Mottram   | 7-5, 6-3, 6-3      |  |

## Parcours dans les tournois duGrand Chelem

### En simple
| Année | Open d'Australie | Open d'Australie | Internationaux de France | Internationaux de France | Wimbledon       | Wimbledon       | US Open         | US Open         |
| ----- | ---------------- | ---------------- | ------------------------ | ------------------------ | --------------- | --------------- | --------------- | --------------- |
| 1970  | —                | —                | 1er tour (1/64)          | István Gulyás            | —               | —               | —               | —               |
| 1971  | 2e tour (1/16)   | Ken Rosewall     | 3e tour (1/16)           | Bob Lutz                 | 1er tour (1/64) | Andrew Pattison | 2e tour (1/32)  | Herb Fitzgibbon |
| 1972  | 1er tour (1/32)  | M. Phillips      | —                        | —                        | —               | —               | 1er tour (1/64) | Toshiro Sakai   |
| 1973  | —                | —                | 1er tour (1/64)          | B. Jovanović             | 2e tour (1/32)  | Robert McKinley | —               | —               |
| 1974  | 1er tour (1/32)  | Dick Crealy      | 2e tour (1/32)           | Arthur Ashe              | —               | —               | 1er tour (1/64) | Grover Reid     |
| 1975  | —                | —                | 1er tour (1/64)          | P. Bertolucci            | 1er tour (1/64) | J. Alexander    | 1er tour (1/64) | Karl Meiler     |
| 1976  | —                | —                | 2e tour (1/32)           | A. Panatta               | —               | —               | 1er tour (1/64) | Manuel Orantes  |
| 1977  | —                | —                | 1er tour (1/64)          | Jan Kodeš                | —               | —               | —               | —               |

N.B. : à droite du résultat se trouve le nom de l'ultime adversaire.

### En double
| Année | Open d'Australie                                                                       | Open d'Australie                                                                 | Internationaux de France                                                                 | Internationaux de France                                                          | Wimbledon                                                                        | Wimbledon                                                                       | US Open | US Open |
| ----- | -------------------------------------------------------------------------------------- | -------------------------------------------------------------------------------- | ---------------------------------------------------------------------------------------- | --------------------------------------------------------------------------------- | -------------------------------------------------------------------------------- | ------------------------------------------------------------------------------- | ------- | ------- |
| 1970  | —                                                                                      | —                                                                                | 1er tour (1/32) I. Watanabe \|\| style="text-align:left;" \| J. Pinto-Bravo P. Rodríguez | 1er tour (1/32) K. Watanabe \|\| style="text-align:left;" \| Tom Okker M. Riessen | —                                                                                | —                                                                               |         |         |
| 1971  | 2e tour (1/8) K. Tanabe \|\| style="text-align:left;" \| John Cooper C. Dibley         | 1er tour (1/32) K. Hirai \|\| style="text-align:left;" \| J-C. Barclay D. Contet | —                                                                                        | —                                                                                 | 1er tour (1/32) K. Hirai \|\| style="text-align:left;" \| H. Irving A. Pattison  |                                                                                 |         |         |
| 1972  | 1er tour (1/16) N. Kelaidis \|\| style="text-align:left;" \| B. Carmichael Allan Stone | —                                                                                | —                                                                                        | —                                                                                 | —                                                                                | 1er tour (1/32) S. Turner \|\| style="text-align:left;" \| R. Emerson Roy Laver |         |         |
| 1973  | —                                                                                      | —                                                                                | 1er tour (1/32) N. Kelaidis \|\| style="text-align:left;" \| John Lloyd John Paish       | 2e tour (1/16) N. Kelaidis \|\| style="text-align:left;" \| H-J. Plötz H. Pohmann | —                                                                                | —                                                                               |         |         |
| 1974  | 1er tour (1/16) S. Kato \|\| style="text-align:left;" \| W. Durham C. Letcher          | —                                                                                | —                                                                                        | —                                                                                 | —                                                                                | —                                                                               | —       |         |
| 1975  | —                                                                                      | —                                                                                | —                                                                                        | —                                                                                 | 2e tour (1/16) J. Bartlett \|\| style="text-align:left;" \| Tom Okker M. Riessen | —                                                                               | —       |         |
| 1978  | —                                                                                      | —                                                                                | 1er tour (1/32) J. Bailey \|\| style="text-align:left;" \| Phil Dent Bob Hewitt          | —                                                                                 | —                                                                                | —                                                                               | —       |         |

N.B. : le nom du ou de la partenaire se trouve sous le résultat ; le nom des ultimes adversaires se trouve à droite.